# مالكولم والكر
مالكولم والكر (بالإنجليزية: Malcolm Walker)‏ هو رسام كارتون ومهندس معماري نيوزيلندي، ولد في 1950.